# 黃文偉
黃文偉（Wong Man Wai，1943年9月23日—），生於香港，已退役香港足球運動員，司職中場，綽號「神童偉」，前中華民國國家隊成員，於1960年以16歲11個月之齡代表中華民國參加1960年羅馬奧運會，於1967年1月16日與當時香港影星白茵結婚被外界稱他們為模範夫妻至今共育有一子一女，退役後轉任教練及前南華會天台酒廊的股東之一，現時擔任黃文偉足球學校校長。

## 球員生涯
黃文偉生於香港，在單親（父親）家庭長大，曾於香港島灣仔修頓球場一帶居住。他曾就讀鄧鏡波學校，以15歲之齡加入愉園踢乙組翌年隨球隊升班，因為實力出眾僅16歲便常於甲組賽事中亮相，亮相才三、四個月表現已廣受各界讚賞，是為當時新人中較有潛質的一個，黃文偉在甲組踢了一年不到已傳出大量有關各球會向他招手的新聞。
於1960年，未滿17歲的黃文偉就代表中華民國參加1960年羅馬奧運會，並且在最後一場分組賽對英國正選上陣，最終中華民國以2–3僅負，成為歷來第二年輕的中華民國國腳。
1960年4月至9月期間，傑志、九巴和東華等球隊曾先後邀請他轉會，最終黃因為聽從前輩勸告並未離隊他投，至同年9月16日他終與愉園續約留效母會，不過於1960/61球季尾在一場愉園對警察的賽事中，黃文偉被英國藉球證馬士頓韋指他在比賽中有打假波並向足總提出指控，經過緊急紀律小組商議後決定對黃文偉罰停賽一年，上訴後減刑為半年時間從1961年9月1日開始至1962年3月1日止，對於馬士頓韋的指控黃文偉是否認的，停賽期間黃文偉對香港球圈感到心灰意冷，在堂兄建議下申請移民澳洲幸好最終並未成事。
在1967年香港發生「六七暴動」，導致愉園在1967/68球季暫時退出聯賽，黃文偉遂轉投南華，1968年獲得升班馬怡和高薪挖角直到1971年重返南華，1978年黃文偉遭到南華新領導層棄用，無奈下山加盟市政，一年後轉投東方擔任球員兼教練，退役後擔任乙組菱電球員兼教練，領軍升上甲組，1983年菱電退出聯賽後，重返南華先後多次擔任教練、助理教練及青年訓練教練，2010年夏天，黃文偉離開任職了逾20年的南華改為擔任東方技術總監，到了2014年香港足球總會慶祝成立100周年舉辦百周年世紀球星選舉，而黃文偉當選為70年代或之前組別的世紀球星，同年11月黃文偉宣布成立「黃文偉足球學校」教導香港成年人足球技巧。

## 家庭生活
黃文偉於1967年1月16日與當時在新聯影業公司拍戲的影星白茵結婚，是夜於麗宮酒樓設宴款待親朋，到場的人隨兩家親友外亦有演員和球星更有一眾影迷及球迷前來圍觀，當時就不少人認為他們這球星與影星的結合著實是一段佳緣，至今他們共育有一子一女被外界稱他們為模範夫妻。2013年1月，黃文偉出版自傳《黃金歲月》紀念結婚45周年，每本定價120港元收益將會作為慈善用途。2013年10月27日，黃文偉舉行七十大壽晚宴。黃文偉於退休後於1992年11月起與陳國雄合資經營南華會天台酒廊，經營21年後於2013年被南華會加租兩倍，由於兩人無力負擔新租金故此於同年9月13日結業。

## 個人榮譽
- 香港足球總會百周年世紀球星

## 外部連結
- 南華足球隊官方網頁資料 （页面存档备份，存于）
- 中華台北奧林匹克委員會羅馬奧運會中華代表團名單